# Грушецький Іван Павлович
Іва́н Па́влович Груше́цький (*2 вересня 1895, Дружкопіль — † після 1942) —  поручник Армії УНР, учасник бою під Крутами, священник.

## Біографія
Народився в містечку Дружкопіль, тепер село Журавники, Горохівського району на Волині 2 вересня 1895 року.
Учасник визвольних змагань 1917—1921 років. Брав участь у бою під Крутами у званні поручника 1-ї Української військової школи ім. Б. Хмельницького. Був старшиною Спільної юнацької школи Армії УНР. 
По закінченні визвольних змагань висвятився на священника як о. Йосип, був настоятелем православної церкви в с. Сирники Луцького повіту. Через підтримку українізації Православної церкви зазнав гонінь польської влади й не мав парафії з 1935 по 1937 рік. 
Мешкав і служив на парафії у селі Даничів, Рівенського повіту в 1937 році. 21 жовтня 1939 року заарештований органами НКВД і переведений до в'язниці в Харкові у жовтні 1940 року. 
Під час Другої світової війни евакуйований у Норильлаг і засуджений на 8 років виправно-трудових таборів 2 грудня 1942 року. Подальша доля невідома. 
Реабілітований 21.06.1989.

## Джерело
- Історична Правда. Ті, що вижили. 37 портретів крутянців. Юрій Юзич. 2018